# АФСК Киев
Академия футбола Спортивный клуб «Киев» (укр. Академія футболу Спортивний клуб «Київ») или АФСК «Киев» (укр. АФСК «Київ») — украинский футбольный клуб из Киева.

## Названия
- 2017—2020 — «Чемпион»
- 2020—2022 — АФСК «Киев»

## История
Клуб был основан в 2017 году. При сотрудничестве с киевской ДЮСШ «Чемпион», на основе группы воспитанников 2001 года рождения, была сформирована команда, которая приняла участие в Детско-юношеской футбольной лиге Украины, в возрастной группе U-19, под названием «Чемпион». В 2020 году сотрудничество с ДЮСШ было прекращено и клуб был переименован в АФСК «Киев». Тогда же команда приняла участие в чемпионате Киево-Святошинского района, а позднее была заявлена для участия Любительском чемпионате Украины. В 2021 году клуб прошёл аттестацию для участия во второй лиге чемпионата Украины. Дебютную игру на профессиональном уровне клуб провел 25 июля 2021 года, в Черкассах, сыграв вничью с местным «Днепром», со счётом 1:1. Первый гол команды в профессиональных соревнованиях забил Николай Вечурко. В 2022 году, после начала вторжения в Украину российских войск клуб прекратил выступления и был расформирован

## Стадион
В качестве домашнего стадиона команды был заявлен «Urban Sity Sport Arsenal» (бывший стадион завода «Арсенал») в Киеве, однако, на период его реконструкции клуб проводил домашние матчи на киевском стадионе «Левый берег» и Городском стадионе в Вишнёвом.

## Главные тренеры
- Анатолий Сиденко (2020—2021)
- Вячеслав Нивинский (2021—2021)